# Leonard Harrison Matthews
Leonard Harrison Matthews, né le 12 juin 1901 à Bristol et mort le 27 novembre 1986, est un zoologiste britannique.

## Biographie
Il a étudié les sciences naturelles à l' Université de Cambridge. Leonard a été professeur à l' Université de Bristol. 
Pendant la Seconde Guerre mondiale, il a travaillé sur les communications radio et radar. 
Leonard Harrison Matthews a également été directeur scientifique de la Société zoologique de Londres, la Zoological Society of London, entre 1951 et 1966.